# Synagoge

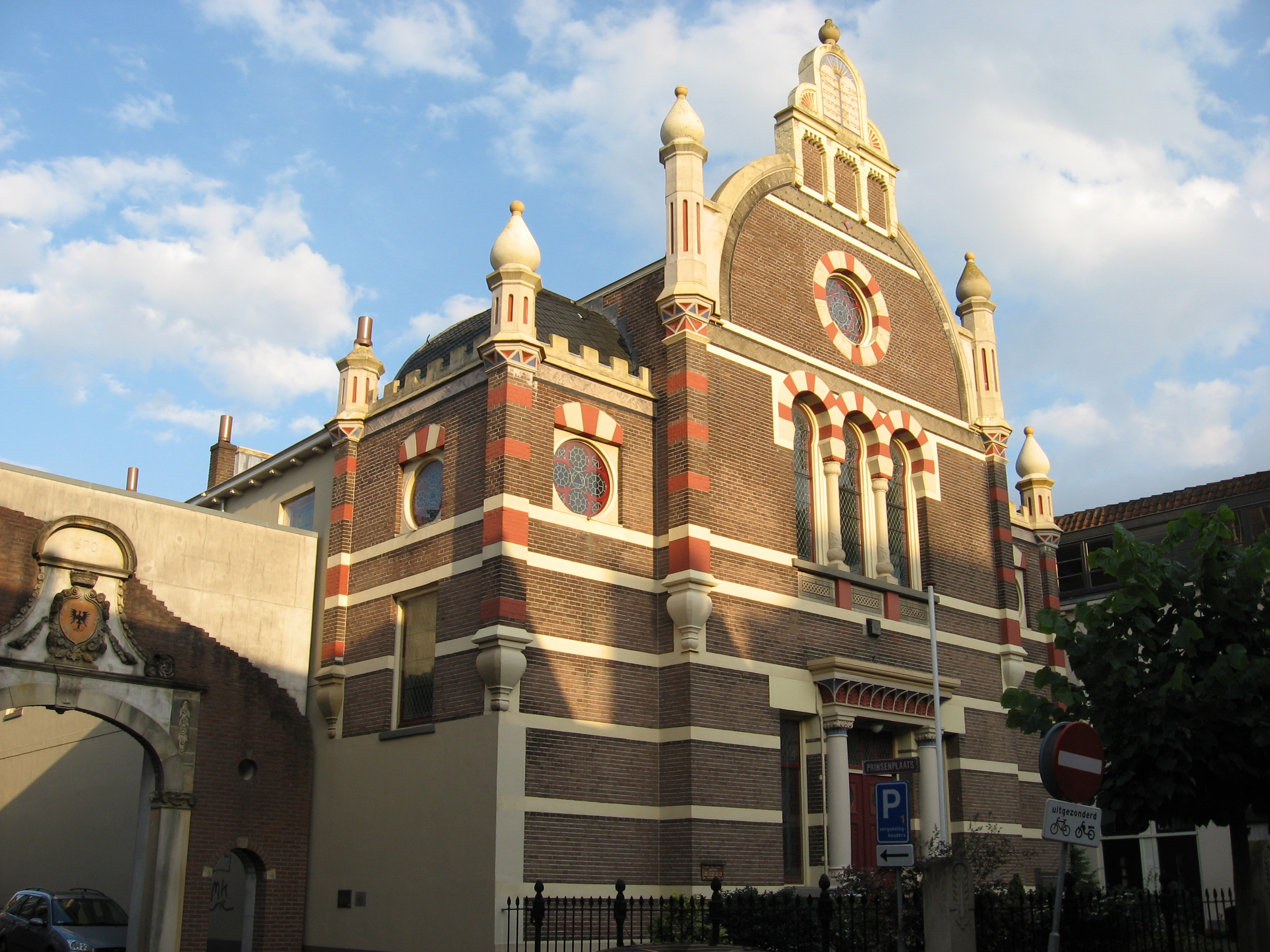
De Grote Synagoge van Deventer

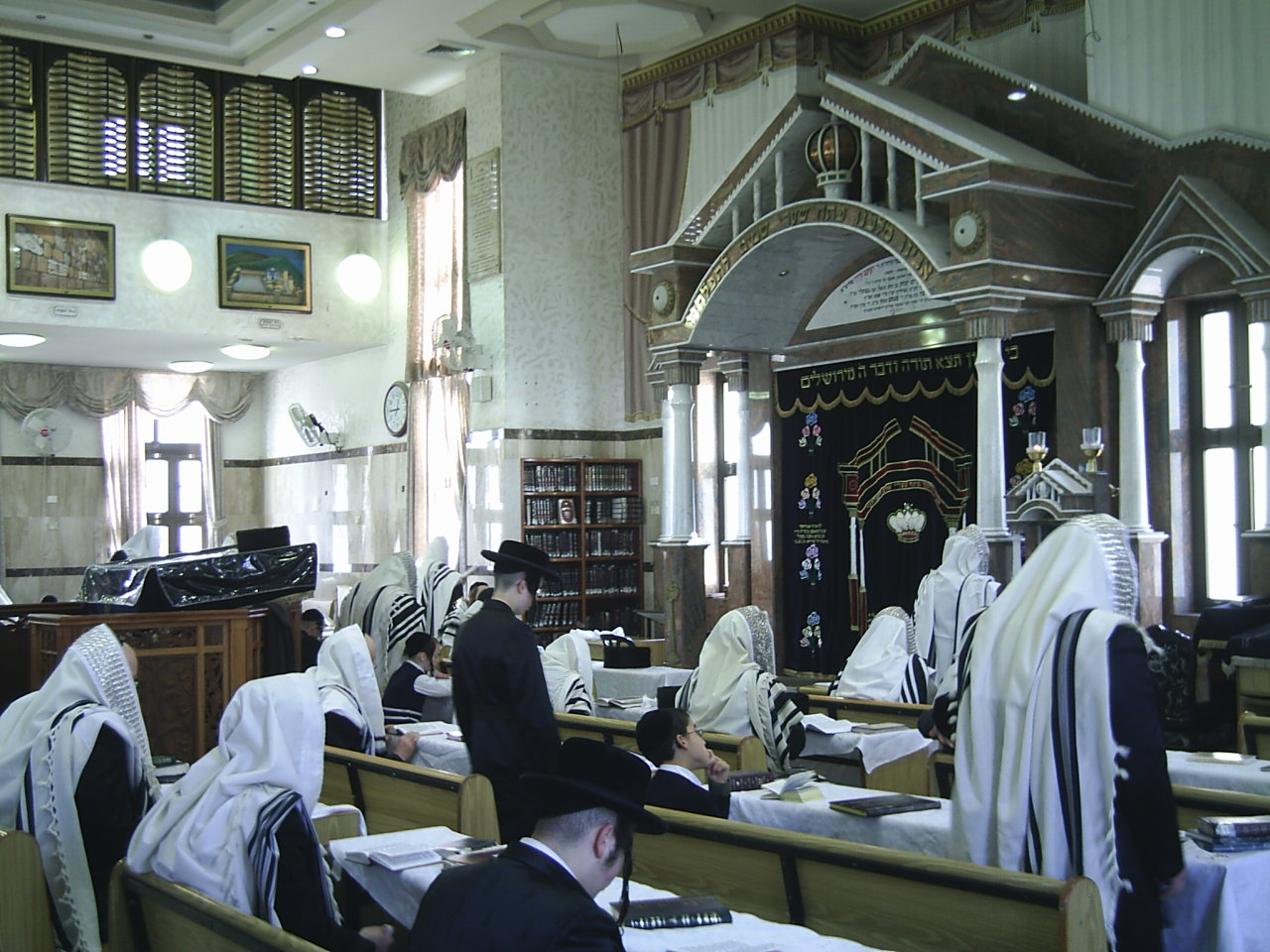
Sjachariet in beet midrasj Vayoel Moshe van Satmar te Jeruzalem

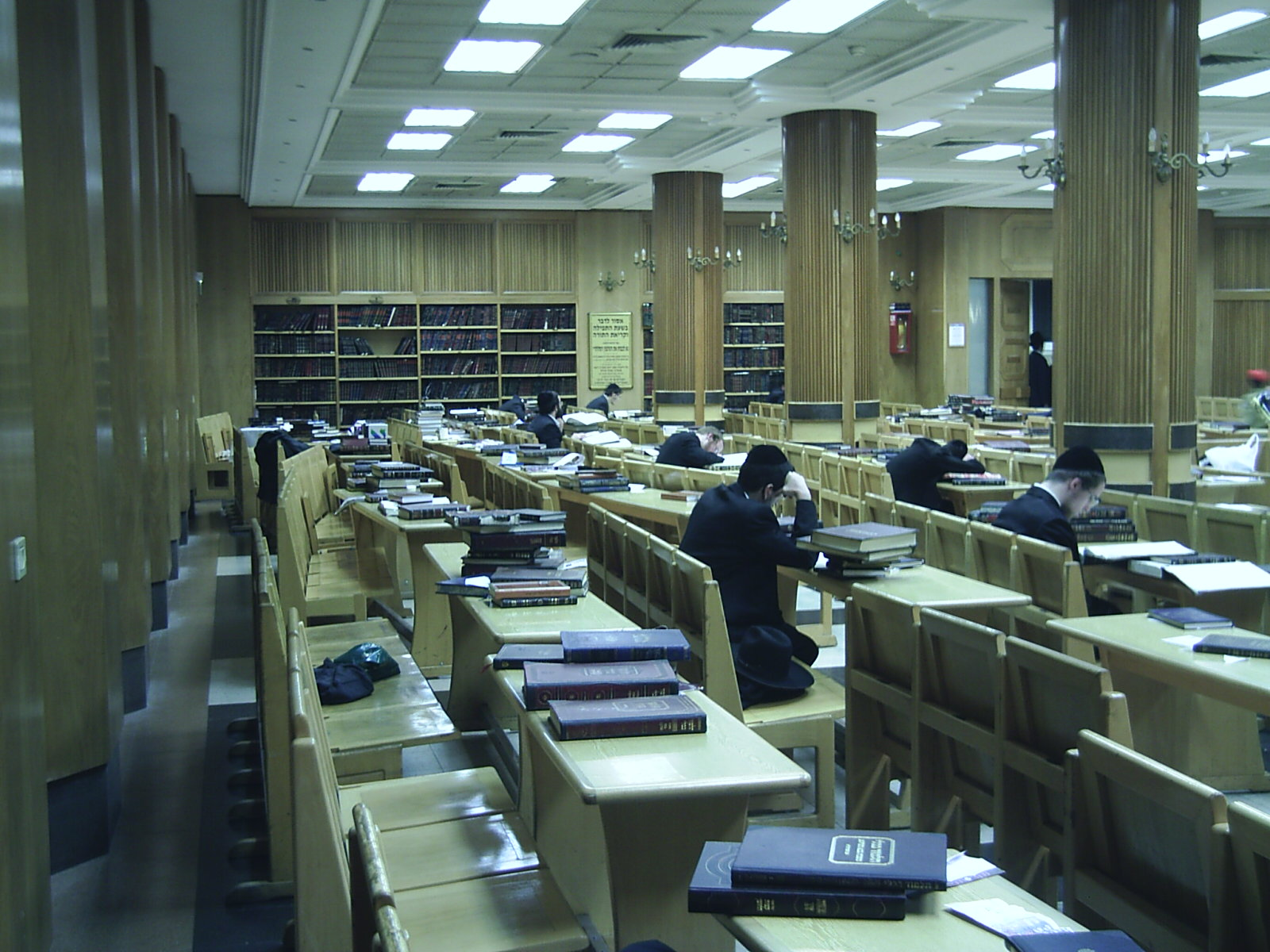
'Klein' beet midrasj in Belzer hoofdkantoor tijdens Purim 5766

Een synagoge (Oudgrieks: συναγωγή voor huis van samenkomst; Hebreeuws: בית כנסת', Beit Knesset of Beis Knesses) is in het jodendom een gebeds- en gemeenschapshuis, waar religieuze bijeenkomsten plaatsvinden. Een andere naam voor synagoge, die vooral door Asjkenazische Joden wordt gebruikt, is sjoel, ook wel geschreven als shul (Jiddisch). 
De synagoge is dan ook niet alleen een plaats voor gebed, maar ook een plaats om te lezen en onderwijzen uit de Thora. Charedische synagoges worden ook als studiezaal en bibliotheek gebruikt. Een synagoge die ook specifiek voor dit doel bestemd is, heet ook wel een beet midrasj. De Portugese joden gebruiken de term esnoga, of het in Nederland verbasterde snoge. Sommige liberale joden in Noord-Amerika noemen de synagoge ook tempel.
Het belangrijkste voorwerp in de synagoge is de Thorarol die wordt opgeborgen in de "ark", een heilige ruimte in de synagoge. De Thora wordt gelezen vanaf een platform, de bima. Daarnaast is er in de synagoge een kandelaar aanwezig: de chanoekia voor het Chanoekafeest. Voor gebruik bij de hoge feestdagen is er een sjofar.

## Diensten
Regulier worden in de orthodoxe synagogen 22 diensten per week gehouden. De meest bezochte diensten zijn die van de hoge feestdagen Jom Kipoer en Rosj Hasjana en daarna die van de andere feestdagen en sjabbat. Dagelijkse gebedsdiensten zijn sjachariet (ochtend), mincha (middag) en ma'ariew (avond). Op sjabbes en alle grote feestdagen met werkverbod volgt in de ochtenddienst na de Thoralezing de moesaf-dienst en op Jom Kipoer is er de extra Neila-dienst.
Niet-orthodoxe synagoges en orthodoxe synagoges in zeer kleine gemeenschappen hebben meestal alleen op zaterdagochtend en soms ook op vrijdagavond diensten. Orthodoxe joden bidden dan verder thuis; een synagoge en een minjan zijn niet noodzakelijk om te kunnen bidden, maar wel voor verschillende onderdelen van de dienst, zoals de herhaling van het Sjemoné Esré of de lezing van de Thora.
In orthodoxe synagogen zitten mannen en vrouwen gescheiden, veelal op een speciaal voor dit doel aangelegde entresol, de vrouwengalerij.  In de liberale synagoges wordt de dienst gemengd meegemaakt. De unitaire synagoges van Tokio en Stockholm, die open staan voor alle richtingen, zijn zo ingericht dat mannen en vrouwen zowel gescheiden als gemengd kunnen zitten.

## Ontstaan
In de eerste jaren van het jodendom was er nog geen synagoge; vaak wordt aangenomen dat deze pas is ontstaan tijdens de Babylonische ballingschap (586-539 voor de westerse jaartelling), maar deze theorie staat ter discussie.
In 586 v.Chr. werden veel joden die een hoge positie bekleedden verbannen uit Jeruzalem, omdat ze in opstand waren gekomen tegen hun Babylonische overheersers. Na een tweede opstand werd hun tempel, de Tempel van Salomo op de Tempelberg in Jeruzalem verwoest. In Babylonië beschouwden de joden het als onmogelijk om hun eigen identiteit vast te houden als ze niet samenkwamen. Het probleem was alleen dat ze in een onbekende streek waren aangekomen. 
Ze stonden voor de keus te integreren, te assimileren of te isoleren. De uitspraak ‘En zoekt den vrede der stad, waarhenen Ik u gevankelijk heb doen wegvoeren, en bidt voor haar tot den HEERE; want in haar vrede zult gij vrede hebben’ (Jeremia 29:7) geeft aan dat zij moesten integreren: als je je isoleert heb je geen contact met de stad, maar als je de gebruiken van je omgeving respecteert en je eraan aanpast maar toch je eigen identiteit behoudt, zal het goed gaan met je volk en zal er vrede voor het volk bestaan. De keuze was dan ook integreren met behoud van hun geloof, dat hen verbonden zou houden.
De tempel was altijd de centrale plaats van offerdienst, samenkomst en eredienst. Toen de tempel was verwoest, konden de joden de offerdienst niet meer uitoefenen. De overige rituelen zoals besnijdenis, huwelijk, eredienst en dergelijke werden aanvankelijk in huissamenkomsten beoefend. Voor deze bijeenkomsten gebruikten ze een gewone huiskamer, die synagoge werd genoemd. Deze huiskamers waren echter wel een stuk kleiner en de feesten en offers werden veel minder uitbundig. De nadruk lag nu vooral op het lezen en het leren van de Thora.
Later kwam men bijeen in speciaal hiervoor opgerichte gebouwen. Ook toen na 70 jaar ballingschap (alternatief: na 100 jaar) de tweede tempel werd opgericht, bleef men bijeenkomen in de synagoge. De synagoge kan echter geen volledige vervanging van de tempel zijn, omdat de sjechina, de aanwezigheid van God, juist in het allerheiligste deel van de tempel zou zijn. Daarom is er in elke synagoge een onafgewerkt deel van de muur, die de joden eraan herinnert dat het slechts een tijdelijke situatie is, die al bijna 2000 jaar duurt.
Rituelen, zoals offers die in de tempel werden gebracht, zijn in de huidige tijd vervangen door gebeden. Voor het ochtendgebed leest iedere persoon dagelijks (uit het gebedenboek, de siddoer) gedeeltes uit de Thora en Misjna over de dagelijkse offerdienst; het Sjemoné Esré gebed wordt gezien als de vervanging van de offers zelf.
De tempel is tweemaal verwoest: de eerste keer in 586 v.Chr. door de Babyloniërs, de laatste keer in het jaar 70 na Christus door de latere Romeinse keizer Titus.

## Foto's

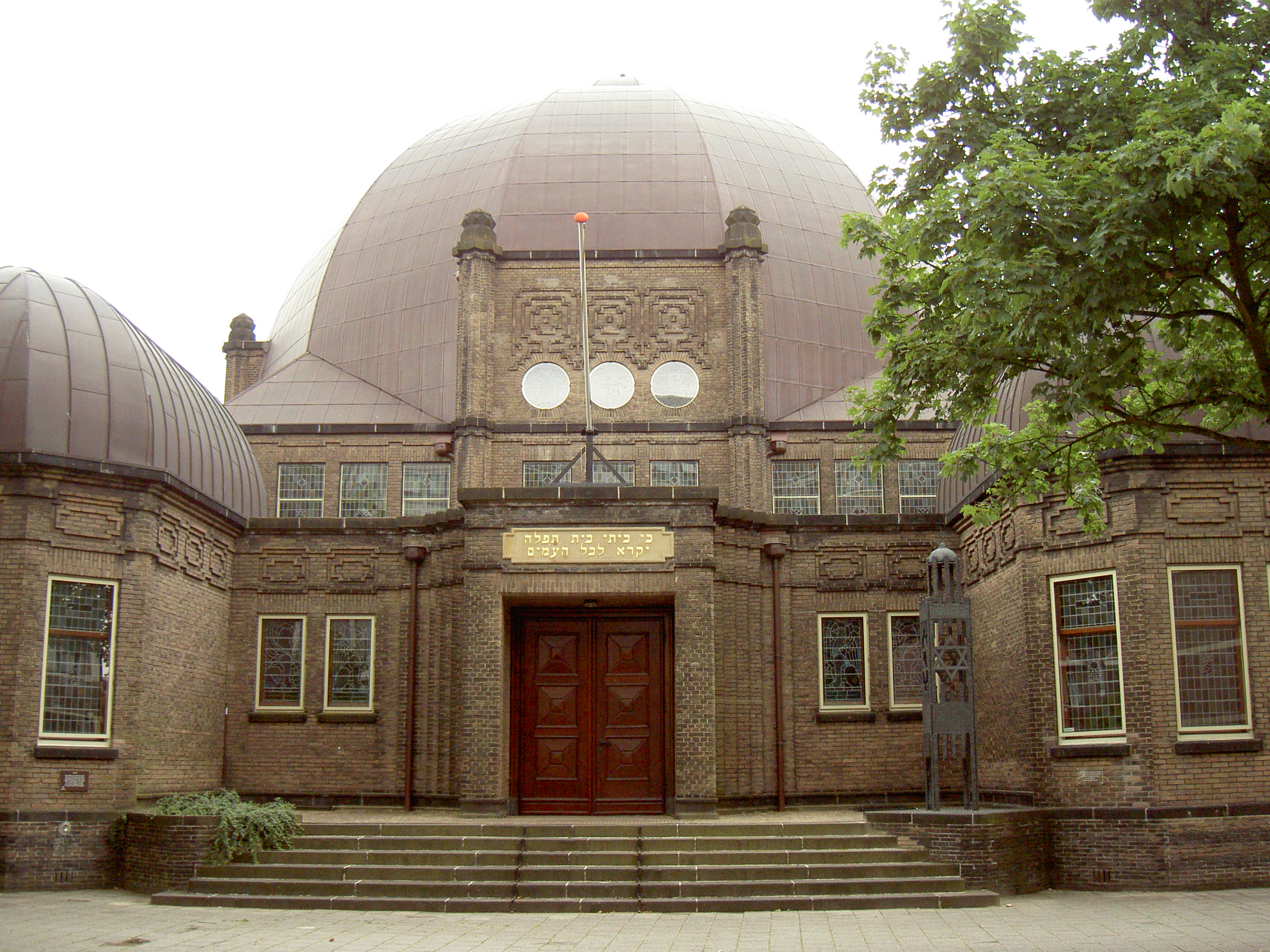
Synagoge in Enschede
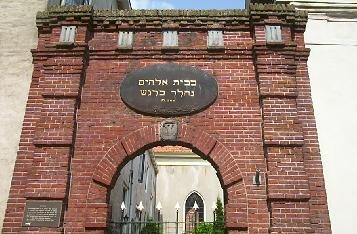
Synagoge in Elburg
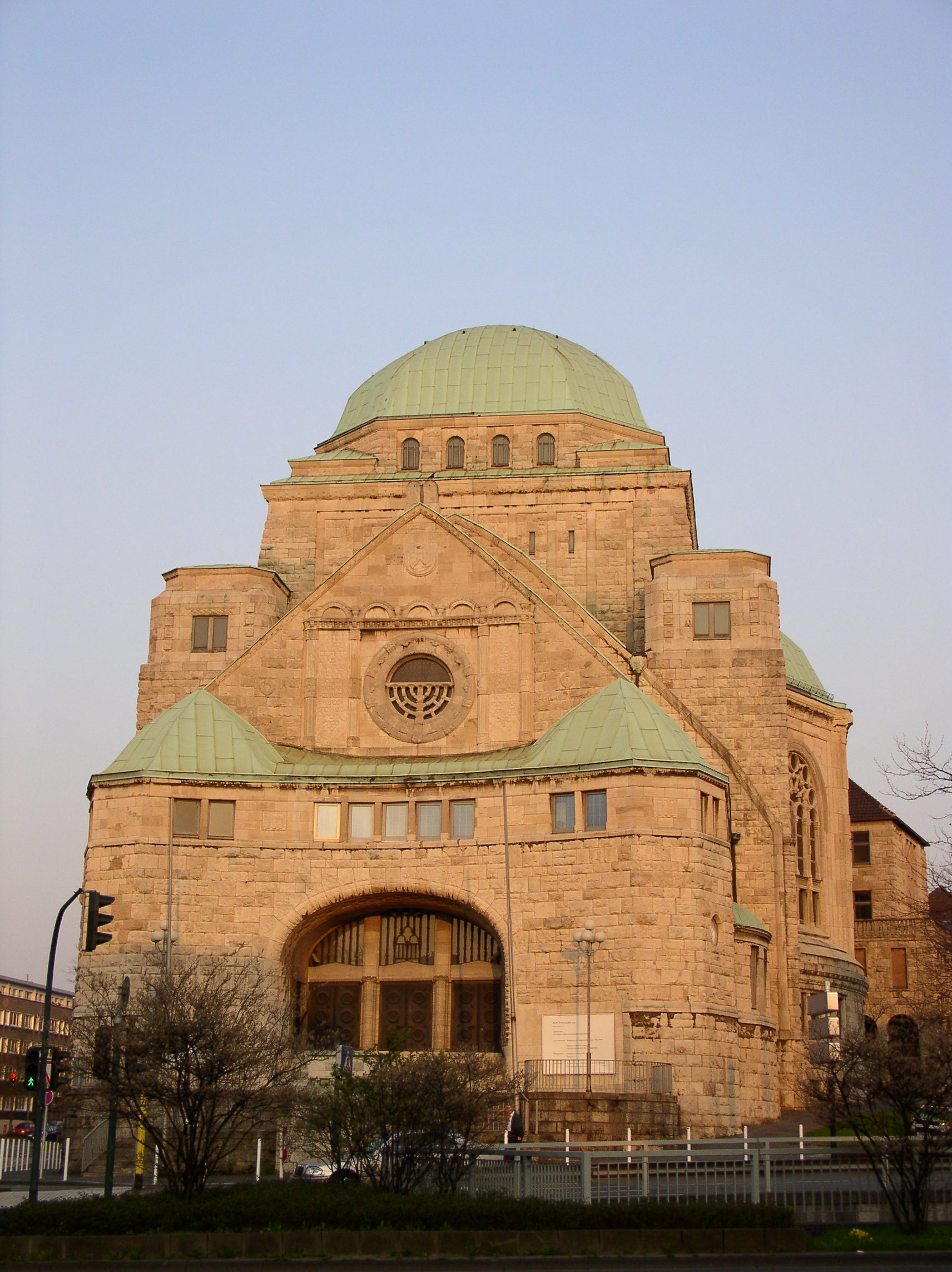
De Oude Synagoge in Essen (Duitsland)
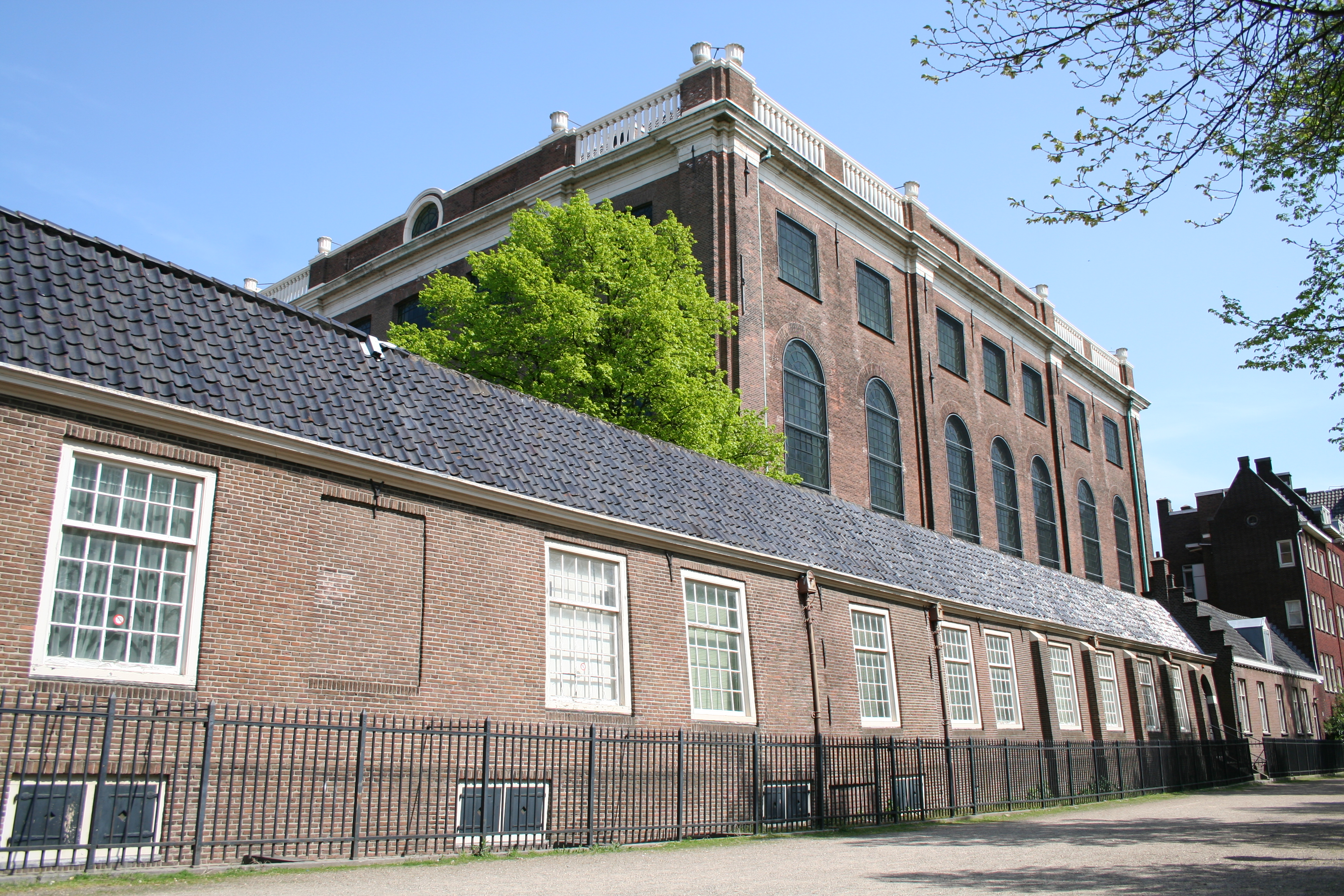
De Portugees-Israëlietische Synagoge (Esnoga) in Amsterdam
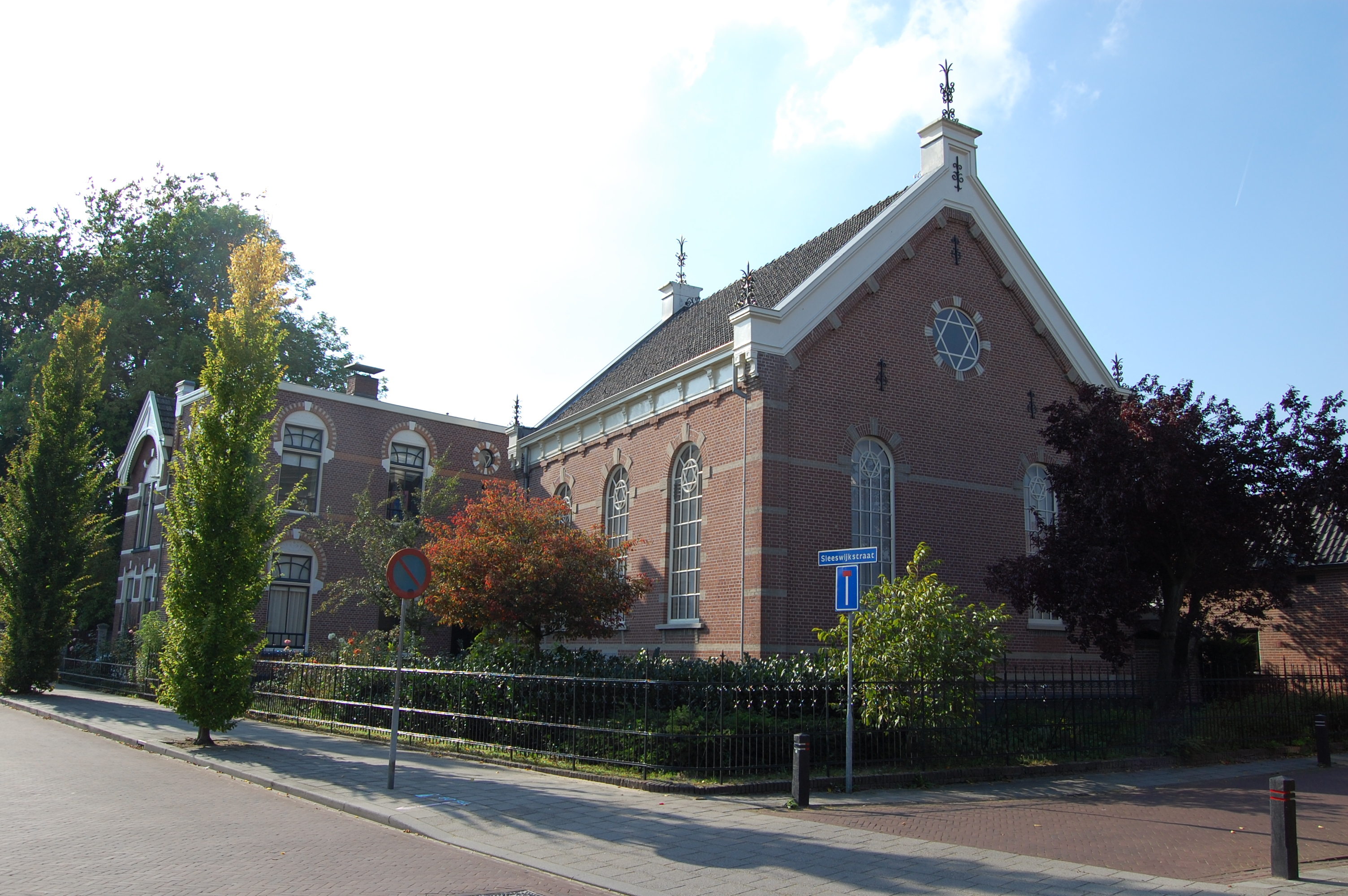
De synagoge van Winterswijk
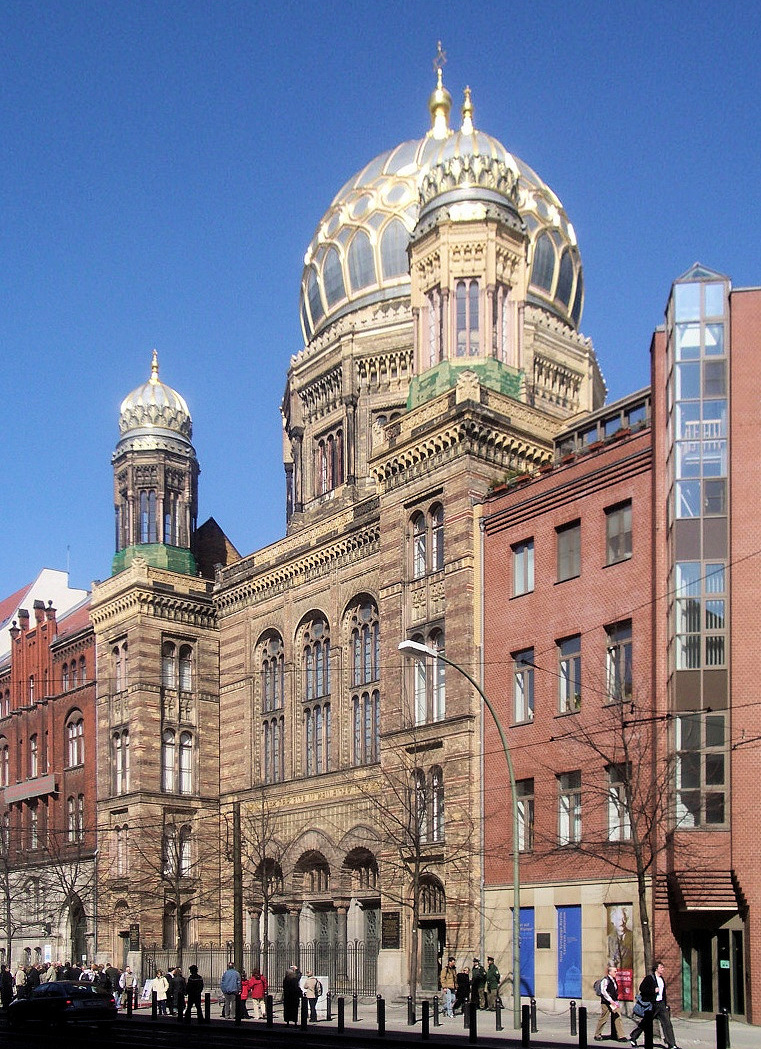
Nieuwe Synagoge (Berlijn)